# 道後温泉郷
道後温泉郷（どうごおんせんきょう）は、愛媛県の道後平野にある温泉の総称（温泉郷）である。

## 概要
道後平野は地下に泉脈が存在する。そのため、道後温泉、鷹子温泉（東道後温泉）のように古くから温泉が存在する場所であった。
近年はボーリング技術の進歩により、地下1000m程度掘削を行って源泉が開発されることが多く、新たな温泉が次々と開業している。

## 郷内の温泉
- 松山市
  - 道後温泉
  - 松山温泉
  - 奥道後温泉
  - 東道後温泉
  - 南道後温泉
  - 道後さや温泉
  - 権現温泉
  - 久万の台温泉
  - 古川温泉
  - 余戸温泉
- 東温市
  - 見奈良温泉
  - 川内温泉
- 砥部町
  - とべ温泉